# Syllis biocula
Syllis biocula är en ringmaskart som först beskrevs av Voldemar Czerniavsky 1881.  Syllis biocula ingår i släktet Syllis och familjen Syllidae. Inga underarter finns listade i Catalogue of Life.